# Mimela immarginata
Mimela immarginata är en skalbaggsart som beskrevs av Ohaus 1902. Mimela immarginata ingår i släktet Mimela och familjen Rutelidae. Inga underarter finns listade i Catalogue of Life.